# Tayler Wiles
Tayler Wiles (Murray, 20 de julio de 1989) es una ciclista estadounidense. Destacó en el calendario amateur estadounidense y ello la dio acceso a participar con su selección en pruebas internacionales, en 2011 fue campeona de Estados Unidos en Ruta sub-23 y gracias a ello debutó como profesional en 2012, si bien anteriormente ya había disputado algunas carreras con el equipo profesional del ACS Chirio Forno d'Asolo en 2010.

## Trayectoria deportiva
Comenzó practicando fútbol. Con 19 años s compró su primera bicicleta y empezó a competir destacando en las carreras por lo que con 21 años fue seleccionada por la Selección de Estados Unidos para correr internacionalmente e incluso corrió con el equipo profesional italiano del ACS Chirio Forno d'Asolo algunas carreras en Bélgica.
En 2011 se hizo con el Campeonato de los Estados Unidos en Ruta sub-23 y al año siguiente su equipo subió al profesionalismo con lo que pudo correr internacionalmenet con regularidad destacando al ser 3.ª en el Tour Cycliste Féminin International de l'Ardèche lo que la dio acceso a un equipo de mayor nivel de su país. En su nuevo equipo ganó diversas carreras amateurs estadounidenses y la Chrono Gatineau (en 2014), además fue 2.ª en el Tour Cycliste Féminin International de l'Ardèche 2014. Sus primeras victorias llegaron en 2015 con el Tour de Nueva Zelanda Femenino y el Tour Cycliste Féminin International de l'Ardèche -donde además ganó 1 etapa-.
En 2016 fichó por un equipo de fuera de su país, el Orica-AIS.
En julio de 2023 anunció su retirada debido a una endofibrosis de la arteria ilíaca.

## Palmarés
2014
- Chrono Gatineau

2015
- Tour de Nueva Zelanda Femenino
- Tour Cycliste Féminin International de l'Ardèche, más 1 etapa
- 3.ª en el Campeonato de Estados Unidos en Ruta

2017
- Tour de Gila
- 2.ª en el Campeonato Panamericano Contrarreloj
- 1 etapa del Tour de Turingia femenino

2018
- 2.ª en el Campeonato de Estados Unidos Contrarreloj

2019
- 1 etapa de la Emakumeen Euskal Bira

## Resultados en Grandes Vueltas y Campeonatos del Mundo
Durante su carrera deportiva ha conseguido los siguientes puestos en las Grandes Vueltas femeninas y en los Campeonatos del Mundo en carretera:
| Carrera         | Carrera         | 2012 | 2013 | 2014 | 2015 | 2016 | 2017 | 2018 | 2019 | 2020 | 2021 | 2022 | 2023 |
| --------------- | --------------- | ---- | ---- | ---- | ---- | ---- | ---- | ---- | ---- | ---- | ---- | ---- | ---- |
|                 | Giro de Italia  | —    | —    | 95.ª | 45.ª | —    | —    | 15.ª | 37.ª | 58.ª | Ab.  | —    | —    |
|                 | Tour de l'Aude  | X    | X    | X    | X    | X    | X    | X    | X    | X    | X    | X    | X    |
|                 | Tour de Francia | X    | X    | X    | X    | X    | X    | X    | X    | X    | X    | —    | —    |
| Mundial en Ruta | Mundial en Ruta | —    | —    | Ab.  | 77.ª | —    | Ab.  | Ab.  | 44.ª | 26.ª | 71.ª | —    | —    |

—: no participa

Ab: abandono

X: ediciones no celebradas

## Equipos
- ACS Chirio Forno d'Asolo (2010)[9]
- Exergy TWENTY12 (2012)
- Specialized/Velocio (2013-2015)
  - Specialized-Lululemon (2013-2014)
  - Velocio-SRAM (2015)
- Orica-AIS (2016)
- Unitedhealthcare (2017)
- Drops (2018)
- Trek-Segafredo Women (2019-2023)